# Robert Kilwardby
Robert Kilwardby (1215 circa – Viterbo, 12 settembre 1279) è stato un cardinale inglese, appartenente all'ordine domenicano. È stato arcivescovo di Canterbury.

## Biografia
Kilwardby studiò presso l'Università di Parigi, dove poi fu un insegnante di grammatica e di logica. Successivamente entrò nell'Ordine domenicano e studiò teologia; divenne reggente all'Università di Oxford, probabilmente nel 1245). Fu nominato provinciale dei domenicani per l'Inghilterra nel 1261 e nell'ottobre 1272 papa Gregorio X lo nominò arcivescovo di Canterbury, ponendo fine alla disputa per l'elezione. Fu consacrato il 26 febbraio 1273.
Kilwardby incoronò Edoardo I e sua moglie Eleonora come re e regina d'Inghilterra nel mese di agosto 1274, ma per il resto ebbe poca parte nella politica. Si è invece concentrato sui suoi doveri ecclesiastici, tra cui la carità ai poveri. Fece donazioni al suo ordine.
Nel 1278 papa Niccolò III lo nominò cardinale vescovo di Porto e Santa Rufina. Si dimise da Canterbury e lasciò l'Inghilterra, portando con sé documenti, registri e documenti della sede vescovile. Lasciò l'episcopato in un profondo debito ancora una volta, dopo che il suo predecessore aveva risanato il debito. Morì in Italia nel 1279 e fu sepolto nel convento domenicano di Viterbo.
È stato anche l'autore di una sintesi degli scritti dei Padri della Chiesa, organizzata in ordine alfabetico.
È stato affermato che Kilwardby era un avversario di Tommaso d'Aquino. Studiosi recenti, tuttavia, come Roland Hissette, hanno messo in discussione questa interpretazione.

## Genealogia episcopale
La genealogia episcopale è:
- Papa Innocenzo IV
- Arcivescovo Bonifacio di Savoia
- Vescovo Nicholas of Ely
- Vescovo William Button
- Cardinale Robert Kilwardby, O.P.

La successione apostolica è:
- Vescovo Robert Wickhampton (1274)
- Vescovo Walter de Merton (1274)
- Vescovo Robert Burnell (1275)
- Vescovo Thomas Cantilupe (1275)
- Vescovo Gérard Grandison (1276)
- Vescovo William Middleton (1278)
- Vescovo John Bradfield, O.S.B. (1278)

## Opere
Sono inclusi tra i suoi scritti alcuni commenti su Aristotele.
- De ortu scientiarum
- De natura relationis
- Quaestiones de conscientia, de spiritu imaginativo, de relatione, de incarnatione, de paenitentia
- De unitate formarum
- De tempore
- De universali
- De natura theologiae
- De imagine et vestigio Trinitatis
- Tabulae super Originalia Patrum